# Proceedings (rivista)
Proceedings è una rivista mensile di 96 pagine pubblicata dal United States Naval Institute. Creata nel 1874, è una delle più antiche riviste a pubblicazione continua negli Stati Uniti. Proceedings copre argomenti riguardanti la sicurezza globale e comprende articoli di professionisti militari ed esperti civili, saggi storici, recensioni di libri, fotografie a colori e commenti dei lettori. Circa un terzo degli articoli è scritta da personale in servizio, un terzo da militari in pensione e un terzo da civili. Proceedings spesso riporta anche articoli di alti funzionari e militari di alto grado della difesa, della marina, dello stato maggiore, del corpo dei marine e della guardia costiera.

## Autori importanti
Nel corso dei decenni molti nomi di spicco hanno contribuito con articoli all'inizio della loro carriera o quando hanno raggiunto i vertici della leadership, e in molti casi entrambi.
- Tom Clancy, scrittore di best seller come La grande fuga dell'Ottobre Rosso
- George Dewey, il solo ufficiale nella storia degli Stati Uniti a raggiungere il grado di Admiral of the Navy
- Ernest King, ammiraglio statunitense della Seconda guerra mondiale
- Alfred Thayer Mahan, ammiraglio e storico statunitense,
- Chester W. Nimitz, ammiraglio statunitense, comandante in capo delle forze del Pacifico degli USA e delle forze Alleate navali ed aeree durante la seconda guerra mondiale
- Theodore Roosevelt, 26º presidente degli Stati Uniti
- James G. Stavridis, ammiraglio e Comandante supremo alleato in Europa della NATO